# Rezovac
Rezovac est un village croate de la municipalité de Virovitica située dans le comitat de Virovitica-Podravina.